# Hotel Oloffson
O Hotel Oloffson é uma estalagem no centro de Port-au-Prince, Haiti. A estrutura principal do hotel é uma mansão do século XIX em estilo casa de gengibre, situada em um exuberante jardim tropical. A mansão foi construída como residência para a poderosa família Sam, que teve presidentes do Haiti. O hotel serviu de inspiração para o fictício Hotel Trianon, no romance The Comedians, de Graham Greene. Desde 1990, o hotel tem sido o local de apresentação regular da banda de mizik rasin RAM, famosa por sua música de protesto durante a ditadura militar de Raoul Cédras, entre 1991 e 1994. O hotel foi um dos poucos em Port-au-Prince que se mantiveram de pé após o terremoto haitiano de 2010, servindo de base para a mídia mundial durante o desastre.

## História
O hotel foi construído no final do século XIX como uma casa particular para a família Sam. Patriarca de uma prestigiosa e influente família em Port-au-Prince, Tirésias Simon Sam foi presidente do Haiti entre 1896 a 1902. A mansão foi construída por seu filho, Demóstenes Simon Sam. Os Sams viveram na mansão até 1915, quando Vilbrun Guillaume Sam foi selecionado entre um grupo de políticos poderosos para assumir o cargo de presidente, o quinto presidente em cinco anos. Guillaume seria presidente por apenas cinco meses.Guillaume Sam reprimiu duramente seus adversários políticos, particularmente a população mulata mais instruída e rica. O epítome de suas medidas repressivas veio em 27 de julho de 1915, quando ele ordenou a execução de 167 presos políticos, incluindo o ex-presidente Oreste Zamor, que estava preso na prisão de Port-au-Prince. Isso enfureceu a população, que se levantou contra o governo de Sam assim que soube das notícias das execuções. Sam fugiu para a embaixada da França, onde recebeu asilo antes de ser despedaçado por uma multidão enfurecida. O Presidente dos Estados Unidos, Woodrow Wilson, preocupado que o governo haitiano pudesse ser tomado por Rosalvo Bobo, que parecia ser simpático aos Alemães, ordenou que os fuzileiros navais dos Estados Unidos tomassem Port-au-Prince. A ocupação seria, eventualmente, estendida a toda a nação do Haiti. A mansão Sam foi utilizada como um hospital militar americano pela duração da ocupação.
Em 1935, quando a ocupação terminou, a mansão foi vendida a Werner Gustav Oloffson, um capitão sueco da Alemanha, que converteu a propriedade em um hotel com sua esposa Margot e dois filhos Olaf e Egon. Na década de 1950, Roger Coster, um fotógrafo francês assumiu a concessão no hotel e o gerenciou com sua esposa haitiana, Laura. O hotel veio a ser conhecido como o "Greenwich Village dos Trópicos", atraindo atores, escritores e artistas. Algumas das suítes do hotel foram nomeadas em homenagem a artistas e escritores que frequentavam o hotel, incluindo Graham Greene, James Jones, Charles Addams, e Sir John Gielgud.

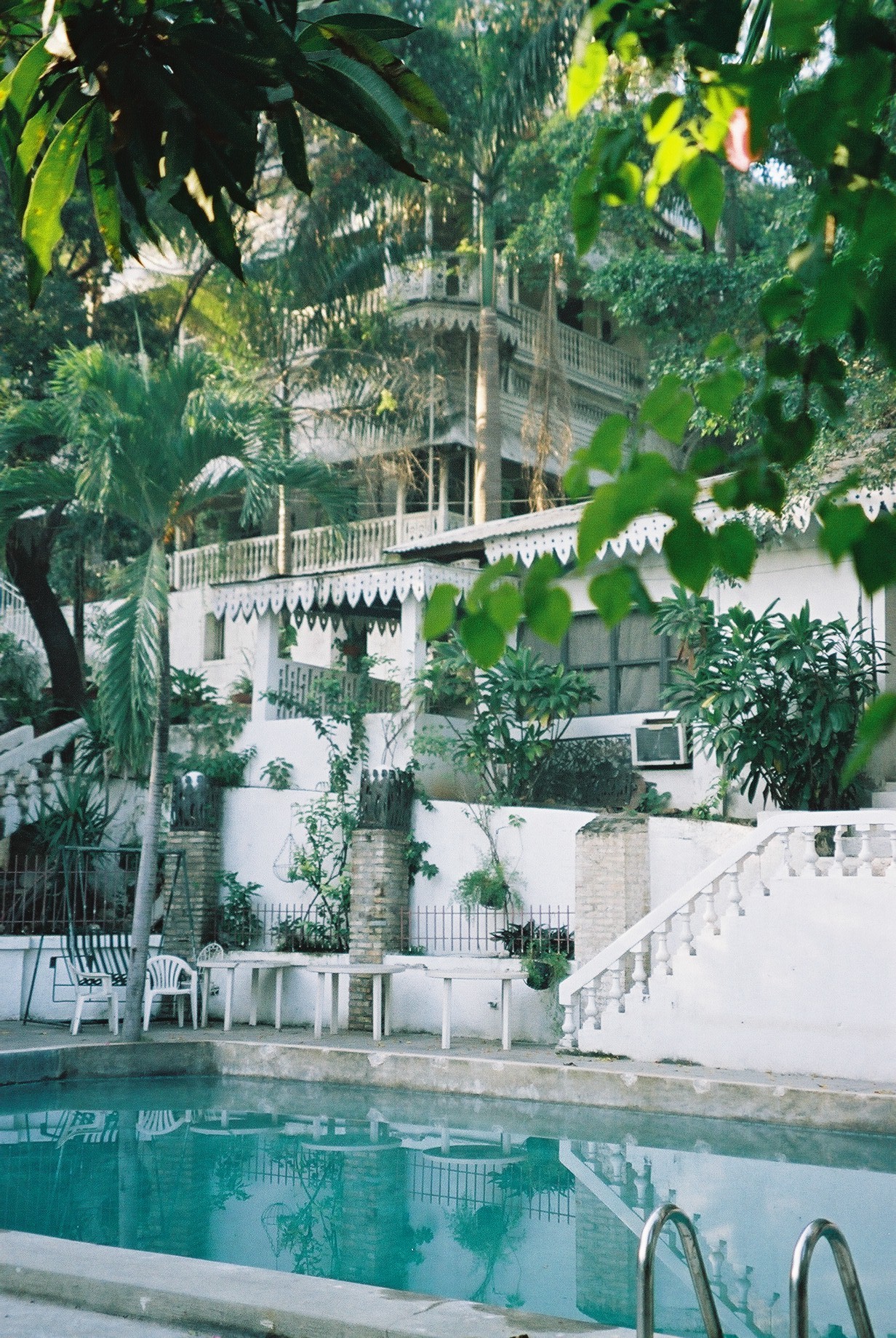
Piscina do hotel

Um nativo de Nova Iorque, Al Seitz, adquiriu o hotel em 1960. Durante a década de 1970 e início da década de 1980, o hotel desfrutou de um breve período de fama e fortuna. Personalidades como Jacqueline Kennedy Onassis e Mick Jagger eram clientes habituais, e como Coster antes dele, Seitz nomeou quartos no hotel em homenagem à celebridades. Depois da morte de Al Seitz em 1982, sua viúva, Suzanne Laury, continuou a gerenciá-lo. Como o cerco do Duvalierismo fechando o país, o turismo internacional secou. O hotel sobreviveu, servindo como uma desejada residência para os repórteres estrangeiros e trabalhadores de ajuda externa que precisavam de um alojamento seguro no centro da cidade.
Em 1987, com a ajuda de seu meio-irmão Jean Max Sam, Richard A. Morse assinou um contrato de 15 anos para gerenciar o Hotel Oloffson, em seguida, então quase em ruínas nos anos finais do Duvalierismo. Ao restaurar o hotel de negócios, Morse contratou uma trupe de dança folclórica local e, lentamente, converteu-a em uma banda. Richard Morse seria o compositor e vocalista e o nome da banda RAM, cujo nome vem de suas iniciais. Durante a agitação política do Haiti na década de 1990, as apresentações da RAM todas as quinta-feiras no hotel tornaram-se um dos poucos eventos sociais em Porto Príncipe, nos quais indivíduos de diferentes posições políticas e alianças poderiam se reunir. Participantes regulares das apresentações incluíam os hóspedes estrangeiros no hotel, membros das forças armadas, paramilitares, ex-Tonton Macoutes, membros da imprensa, diplomatas, estrangeiros, trabalhadores, artistas e empresários. Os atendentes eram tanto negros haitianos quanto membros dos grupos raciais menos populosos da nação.
No terremoto de 12 de janeiro de 2010, o Hotel Oloffson foi danificado. O fotógrafo americano Tequila Minsky, que também estava hospedado no Oloffson, disse ao New York Times que uma parede na frente do Hotel Oloffson havia caído, matando um transeunte, e que vários prédios vizinhos tinham desmoronado. Richard Morse, usando o Twitter, foi uma das principais fontes de notícias provenientes da área de desastre nas primeiras horas. Em um post do Twitter a partir de 12 de janeiro, ele afirma que "os nossos clientes estão sentados na calçada.. nenhum dano grave aqui no Oloffson mas muitos edifícios próximos colapsaram". O hotel segue aberto, continuando a operar, e a RAM continua a se apresentar as quinta-feira à noite.

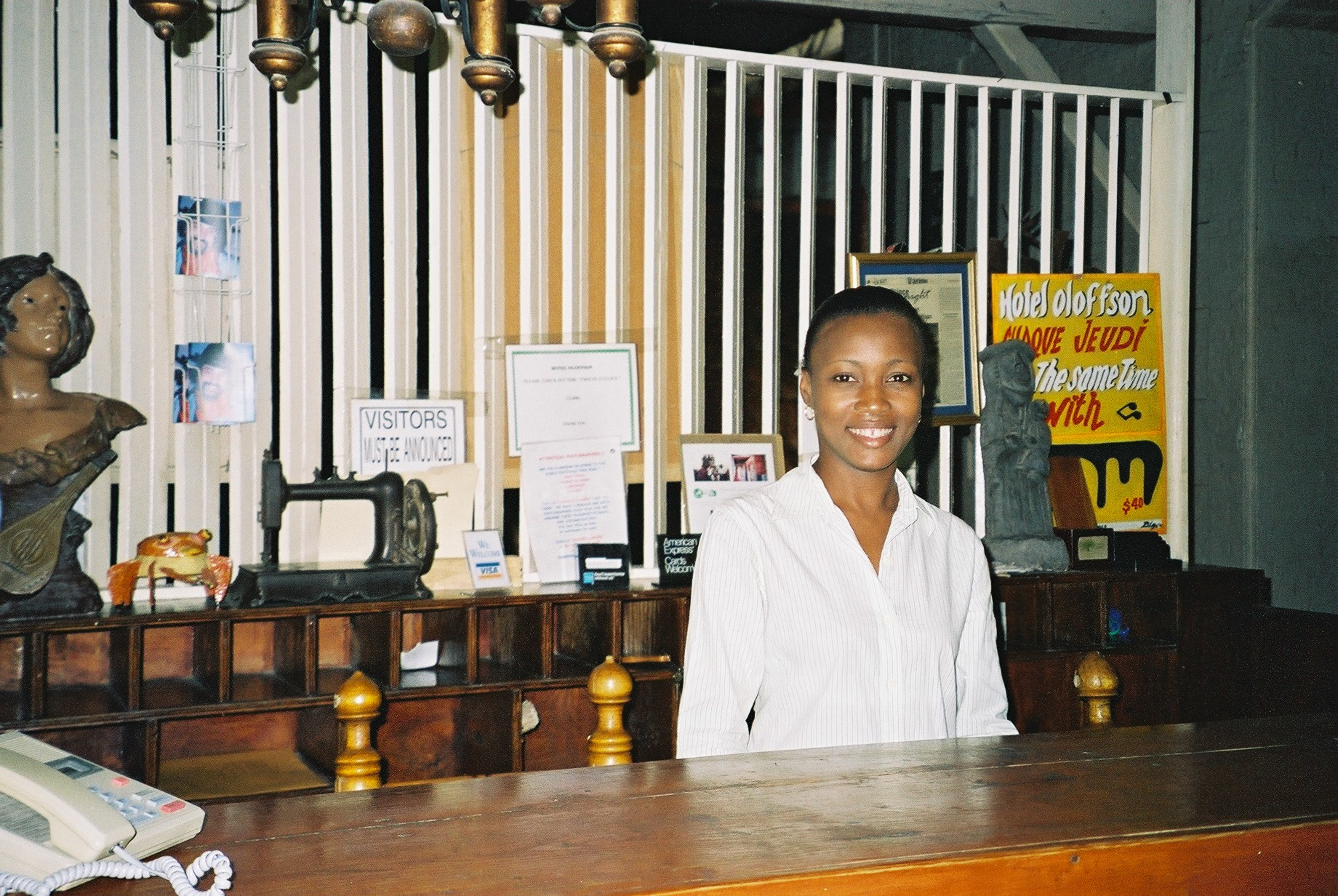

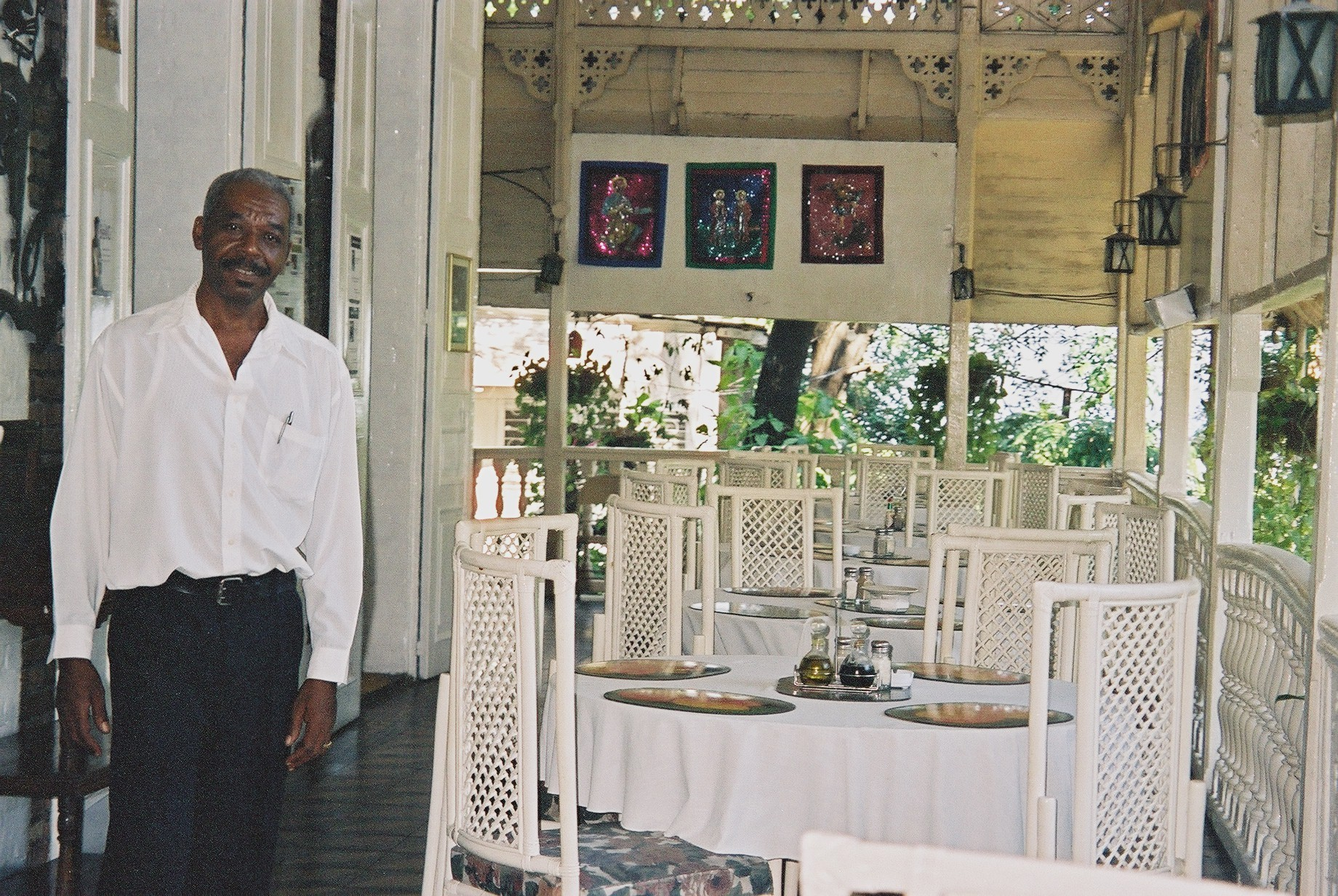

1. ↑  Roman, Monica (2001). "Graham Greene Would Still Adore This Hotel". Business Week. May 7, 2001.
2. ↑  Secom (2002). "Links" Arquivado em 12 de abril de  2006, no Wayback Machine.. Retrieved May 1, 2006.
3. ↑  Vergane Glorie Erelijst (2003) "Hotels". Retrieved May 1, 2006.
4. ↑  «Haiti Devastated by Massive Earthquake»
5. ↑  «Richard Morse Twitter Page»